# Diadegma rectificator
Diadegma rectificator är en stekelart som beskrevs av Aubert 1970. Diadegma rectificator ingår i släktet Diadegma och familjen brokparasitsteklar. Inga underarter finns listade i Catalogue of Life.